# Álgebra de Lie semissimples
Em matemática, uma álgebra de Lie é semissimples se ela é uma soma direta de álgebras de Lie simples, i.e., álgebras de Lie não abelianas {\displaystyle {\mathfrak {g}}} nas quais os únicos ideais são triviais ({0} e {\displaystyle {\mathfrak {g}}}). Ela é chamada redutiva se ela é a soma de uma álgebra de Lie semissimples e abeliana.
Sendo {\displaystyle {\mathfrak {g}}} uma álgebra de Lie dimensional finita sobre uma corpo de característica 0. As seguintes condições são equivalentes:
- {\displaystyle {\mathfrak {g}}} é semissimples
- a forma de Killing, κ(x,y) = tr(ad(x)ad(y)),  é não degenerada,
- {\displaystyle {\mathfrak {g}}} não tem ideais abelianos não-zero,
- {\displaystyle {\mathfrak {g}}} não tem ideais solúveis não-zero,
- O radical de {\displaystyle {\mathfrak {g}}} é zero.